# Gottfried Talle
Gottfried Talle (* 24. Oktober 1907 in Lingen (Ems); † 10. Juli 1932 in Bremen-Grambke) war ein deutscher Polizeibeamter und Blutzeuge des Nationalsozialismus.

## Leben
Gottfried Talle wurde im emsländischen Lingen geboren. Sein Vater ist wie zwei seiner älteren Brüder im Ersten Weltkrieg gefallen.
Er war ein erfolgreicher Sportler und unter anderem norddeutscher Meister im Zehnkampf. Am Tag vor seinem Tod hatte er noch an einem Abschiedssportfest im Weserstadion für die deutschen Olympiateilnehmer an den Olympischen Sommerspielen in Los Angeles mitgewirkt.
Im 10. Juli 1932 war Talle als Polizeiwachtmeister Teil einer Bremer Polizeigruppe, welche eine Gruppe von sieben Kommunisten bei Grambke am Rande eines SA-Treffens kontrollierte. Hierbei stieß er auf ein Eisenrohr, welches daraufhin explodierte und Talle sofort tötete. Bei dem Eisenrohr handelte es sich um einen Sprengsatz mit Aufschlagzünder, mit welchem die Attentäter SA-Männern auflauern und töten wollten. Er wurde auf Wunsch von Angehörigen in seiner Heimatstadt auf dem Alten Friedhof beigesetzt.

## NS-Vereinnahmung
Nach seinem Tod, welcher von den Tätern bedauert und der KPD als inszenierte Provokation betitelt wurde, ist er von der SA zu einem Blutzeugen hochstilisiert worden. Es gab jedoch weder zur Sturmabteilung (SA) noch zur NSDAP oder einer ihrer anderen schon bestehenden Teilorganisationen eine Verbindung mit Gottfried Talle. Trotzdem erklärten die Bremer Nationalsozialisten Talle sofort postum ehrenhalber zu einem Blutzeugen, da er durch einen Feind ums Leben gekommen war und so Mitglied der SA geworden sei. Bereits zur Beerdigung steuerten SA und SS Kränze bei.
Auch in Lingen wurde Talle durch den NSDAP-Bürgermeister Erich Plesse vereinnahmt.
Andere in Bremen verehrte Blutzeugen waren Johann Gossel und Wilhelm Decker. Der Reedersohn Johann Rickmers, welcher beim Hitlerputsch 1923 ums Leben kam, wurde erst später als Bremer erkannt.

### Denkmäler und Umbenennungen
- Gedenkstein am Tatort, Enthüllung 10. Juli 1933 zum ersten Todestag (nicht mehr als solcher zu erkennen)
- Umbenennung der Nelkenstraße in Utbremen (Dezember 1933)
- Gottfried-Talle-Haus in Utbremen
- Umbenennung des Korff’schen Parks in Gottfried-Talle-Park am vierten Jahrestag des Todes (1936)[3]
- Findling mit Inschrift im Gottfried-Talle-Park (entfernt)[1]

Nach dem Untergang des Nationalsozialismus wurden die Umbenennungen rückgängig gemacht. Die Straße wurde nach ihrer Rückbenennung später zur Hegemannstraße.